# Илия Чобанов
Илия (Илче) Чобанов или Чобан е български общественик от Българското възраждане в Македония.

## Биография
Роден е в югозападния македонски град Охрид. Чобанов е сред лидерите на Охридската българска община и българската църковна и просветна борба в града. Заедно с Коста Размов изиграва основна роля в отварянето на българско девическо училище в Охрид през август 1867 година. Григор Пърличев пише в „Автобиографията“ си:
| „ | В последните години на църковния въпрос, когато охридяне беха отчаяни и материално обезсилени, не само плата не получихме, но според силите си и подпомагахме на господа: Илия Чобанов, Петра Огненов и Коста Размов, които на свой счет пращаха в Цариград нужните депеши и целий си имот изгубиха в подвига. | “ |

Охридчанинът Петър Карчев го нарича:
| „ | Голям патриот, с книжки всякога в дълбоките си джобове. | “ |

Според една от версиите Чобанов е отровен от влиятелния охридски албански първенец Оломан бей, поддръжник на гръцкия владика Мелетий. Когато новоназначеният български владика Натанаил Охридски пристига в Охрид прави визита на Оломан бей заедно с Чобанов – на двамата е сервирано кафе, което Натанаил отказва, но Чобанов изпива и след два дена умира.